# Dunchurch
Dunchurch est un village et une paroisse civile du Warwickshire, en Angleterre, situé au sud-ouest de Rugby. Au moment du recensement de 2001, il comptait 2 842 habitants, en 2011 il en comptait 2938 et la population est passée à 4 123 habitants au recensement de 2021.

## Histoire
Il apparaît sous le nom Don cerce dans le Domesday Book. En 1605, les membres de la Conspiration des poudres s'y retrouvent à l'Old Red Lion Inn pour attendre des nouvelles de la tentative de Guy Fawkes de faire sauter le Parlement.
Le centre du village a été déclaré zone de conservation (conservation area) car il abrite de nombreux bâtiments d'intérêt historique. Certains bâtiments datent du XVe siècle et sont à pans de bois et ont encore des toits de chaume traditionnels.
Comme Dunchurch était située au carrefour des routes entre Londres et Birmingham (aujourd'hui la route A45) (classée B4429 à travers le village) et Oxford et Leicester (aujourd'hui la route A426), elle fut pendant des siècles une étape importante. À une époque, il y avait 27 relais de poste à Dunchurch pour accueillir les voyageurs. Il en reste encore deux ; la Dun cow et le Green man,.
De nombreuses personnalités ont séjourné à Dunchurch. Plus particulièrement, en 1605, les membres de la Conspiration des poudres séjournèrent au Lion Inn (maintenant une résidence privée appelée Guy Fawkes House) à Dunchurch, convoqués par Sir Everard Digby, en attendant des nouvelles de la tentative de Guy Fawkes de faire exploser le Parlement. S'il avait réussi, ils prévoyaient de kidnapper la fille du roi, la princesse Elizabeth, à l'abbaye voisine de Coombe,.
Parmi les autres personnalités connues qui ont séjourné dans le village figurent la jeune reine Victoria (avant qu'elle ne devienne reine) et le duc de Wellington. Robert Stephenson est resté à Dunchurch lorsqu'il a supervisé la construction du tunnel de Kilsby lors de la construction du chemin de fer de Londres et de Birmingham.
Dunchurch a été pendant de nombreux siècles une commune plus importante que Rugby, qui a cependant changé avec l'arrivée des chemins de fer au 19ème siècle ; Rugby est devenu un centre ferroviaire majeur et est également une grande ville, ce qui a conduit à un déclin spectaculaire de l'importance de Dunchurch. Cependant, de 1871 à 1964, le village était desservi par sa propre gare ferroviaire à environ trois kilomètres du village sur la ligne Rugby-Leamington Spa.
L'ancienne paroisse de Dunchurch comprenait le village lui-même, ainsi que les hameaux voisins de Cawston, Thurlaston et Toft ; Les deux premiers sont devenus des paroisses civiles distinctes. Au début des années 1930, une partie de la paroisse civile de Dunchurch fut transférée à Rugby, et la partie de la paroisse de Bilton qui n'avait pas fusionné avec Rugby fut transférée à Dunchurch.

## Éducation
Il y a trois écoles sur le territoire : Dunchurch Infant and Nursery School (School Street), Dunchurch Boughton C of E Junior School (Dew Close) et Bilton Grange Preparatory School (Rugby Road).

## Religion
Il y a trois églises dans le village : St Peter's (église d'Angleterre) au centre, une chapelle méthodiste à Cawston Lane et une église baptiste à la périphérie du village sur Coventry Road.
Saint-Pierre, datant du XIIe siècle, est un bâtiment classé grade II*.

## Culture
Le village possède un terrain de sport sur Rugby Road offert au village par le baron Waring dans les années 1920. Actuellement, le Dunchurch & Bilton Cricket Club joue pendant les mois d'été et le Dunchurch Football Club joue en hiver. Le cricket est pratiqué sur place depuis les années 1800. En 1999, le Dunchurch Cricket Club a fusionné avec le Bilton Cricket Club pour former le Dunchurch & Bilton Cricket Club. Les vestiaires des emplacements se trouvent à côté de la salle des fêtes ouverte en 2003. Il y a une grande salle principale pouvant accueillir jusqu'à 160 personnes ainsi qu'une salle de sport plus petite. Les deux ont des cuisines attenantes.
Les autres activités du village comprennent : Dunchurch Silver Band, le Dunchurch Brass, le Dunchurch Festival Group, les guides, les promenades de santé de Dunchurch, les scouts, l'Union des mères, le club photographique, les sonneurs de cloches de Saint-Pierre, la Dunchurch TWINING Association, Dunchurch et Institut des femmes de Thurlaston, le Club des hommes qui travaillent.

## Monuments
Au centre de Dunchurch se trouve une statue de Lord John Douglas-Montagu-Scott (1809-1860), propriétaire foncier du XIXe siècle et député écossais. et frère cadet du 5e duc de Buccleuch. La statue est l'œuvre du sculpteur victorien Joseph Durham A.R.A..
Depuis les années 1970, une tradition annuelle s'est développée dans le village selon laquelle un groupe de farceurs habille secrètement la statue en personnage de dessin animé ou de télévision pendant la nuit au début des vacances de Noël. La statue était déguisée en reine Elizabeth II lors des célébrations du week-end de son jubilé de diamant. En 2012, la statue était habillée en olympien pour la dernière étape du relais de la flamme olympique, arborant un bandeau et un maillot de coureur. En 2017, la statue est devenue Paddington Bear et en 2018 The Grinch.

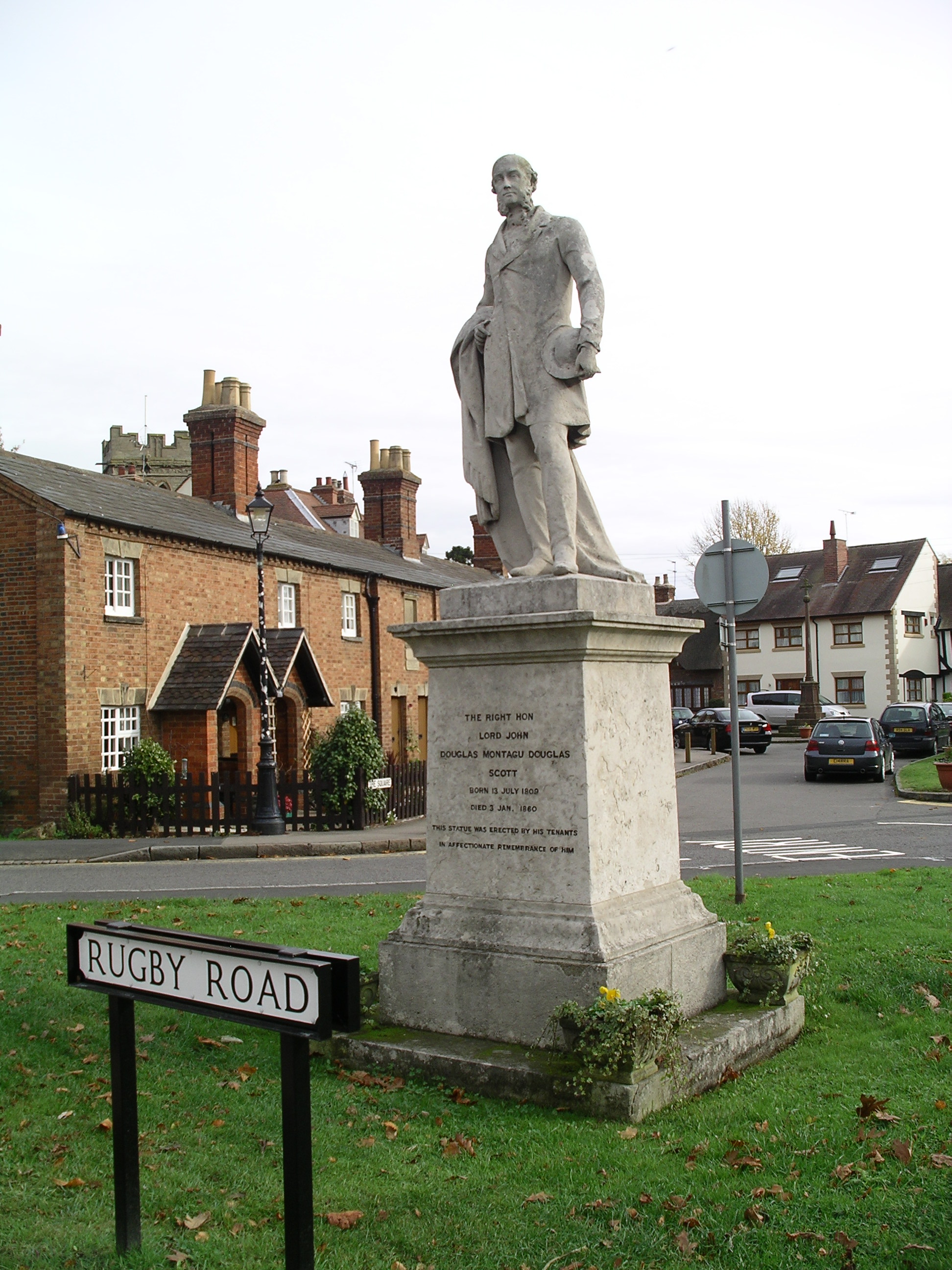
Statue de Lord John Douglas-Montagu-Scott par Joseph Durham.
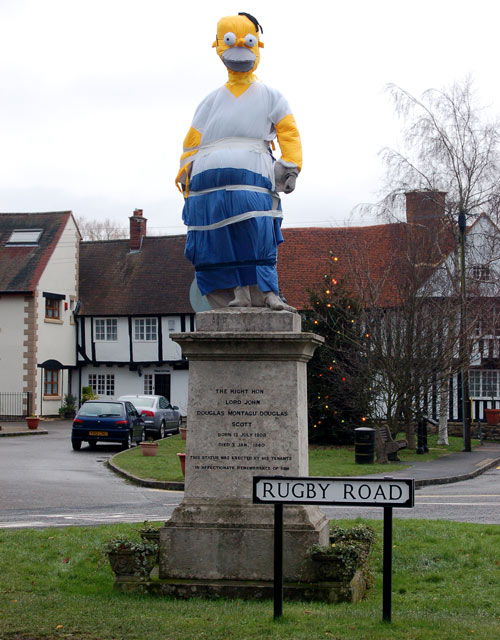
La statue grimée en Homer Simpson au nouvel an 2009.
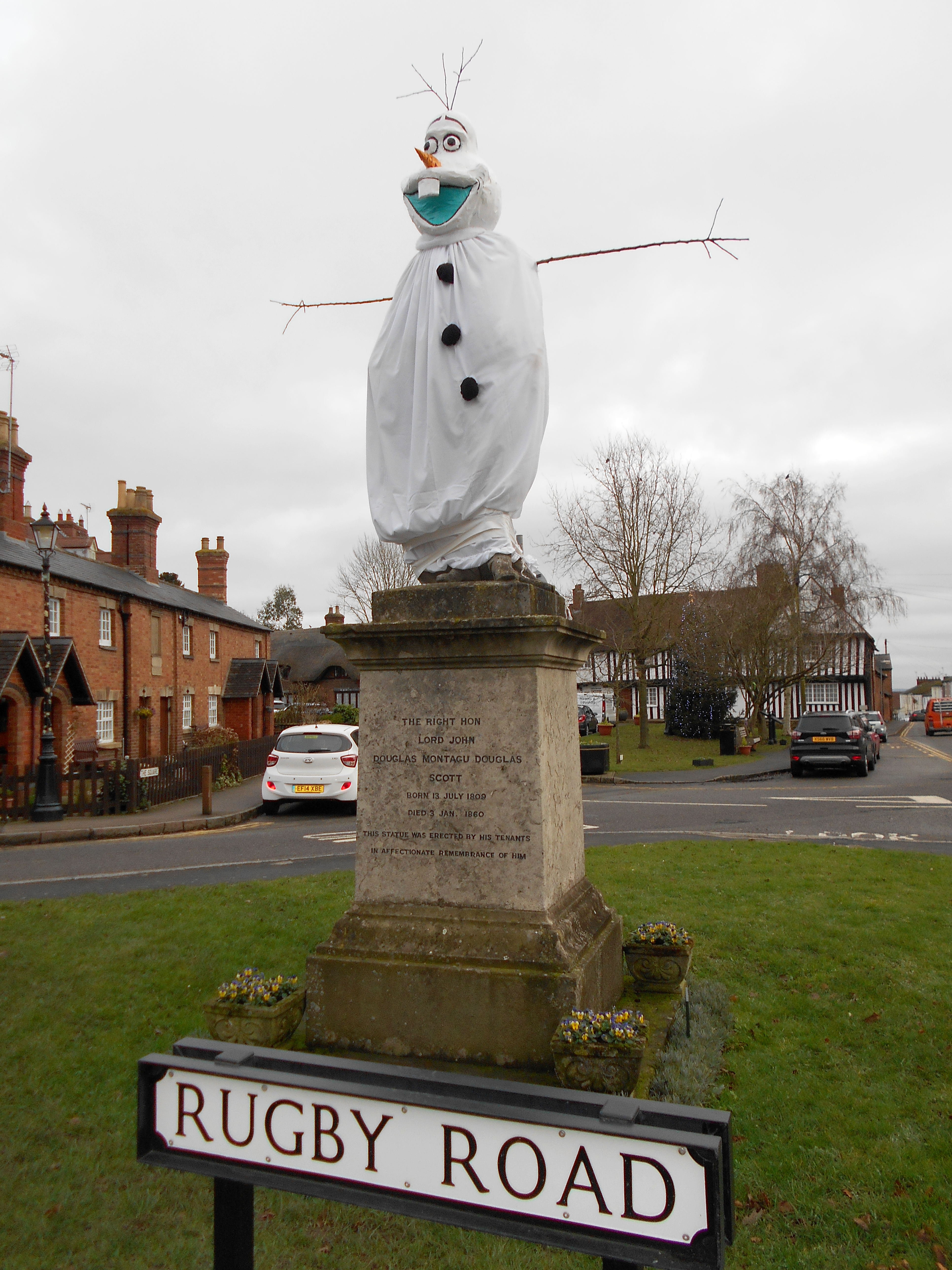
La statue grimée en Olaf au nouvel an 2019.

## Jumelage
En 1987, Dunchurch a été jumelée avec le village de Ferrières-en-Brie en France.

## Hommages
En 1877, la communauté de Newcombe en Ontario a été rebaptisée Dunchurch, en Ontario, par le maître de poste de l'époque, George Kelcey, en hommage à son lieu de naissance dans le Warwickshire.

## Personnalités liées
- L'auteur d'hymnes William Tans'ur (1706-1783) est né à Dunchurch.
- La sprinteuse Katharine Merry est née en 1974 à Dunchurch.